# 平滩镇 (达州市)
平滩乡，是中华人民共和国四川省达州市达川区下辖的一个乡镇级行政单位。

## 行政区划
平滩乡下辖以下地区：
街道社区、桥梁石村、碑垭口村、定龙村、水桐坝村、宝塔村、茂花村、石峰村、石鼓村、铁锁桥村和金鼓村。